# Tantilla hendersoni
Espèce
Statut de conservation UICN

 DD  : Données insuffisantes
Tantilla hendersoni  est une espèce de serpents de la famille des Colubridae.

## Répartition
Cette espèce est endémique du Sud du Belize.

## Étymologie
Cette espèce est nommée en l'honneur de Robert W. Henderson.

## Publication originale
- Stafford, 2004 : A new species of Tantilla (Serpentes; Colubridae) of the taeniata group from Southern Belize. Journal of Herpetology, vol. 38, n. 1, p. 43-52.